# Юзівське генерал-губернаторство
Юзівське генерал-губернаторство — тимчасова адміністративна одиниця Російської імперії.

## Історія
21 липня 1906 року у Санкт-Петербурзі відбулася нарада під керівництвом прем'єр-міністра Столипіна. Розглядалося питання «про засоби припинення заворушень, що виникли в Юзівському районі». Для припинення заворушень було прийнято рішення про створення тимчасового генерал-губернаторства у складі Бахмутського, Слов'яносербського, Маріупольського повітів та Таганрозького округу. Місцем перебування екстреного генерал-губернатора було обрано Юзівку. У його розпорядження перейшли всі війська, що були на цій території і знову прибули, а також каральний поїзд, що мав на озброєнні артилерію. 27 липня було видано наказ про створення Юзівського генерал-губернаторства. Генерал-губернатором було призначено Бауфала Владислава Францевича.
20 квітня 1907 року генерал-губернаторство було скасоване через те, що до Державної думи не був внесений законопроєкт, який би продовжив існування цієї адміністративної одиниці.

## Адміністративний поділ
- Бахмутський повіт
- Слов'яносербський повіт
- Маріупольський повіт
- Таганрізька округа